# Rally di Monte Carlo 2023
Il Rally di Monte Carlo 2023, ufficialmente denominato 91ème Rallye Automobile Monte-Carlo, è stata la prima prova del campionato del mondo rally 2023 nonché la novantunesima edizione del Rally di Monte Carlo e la quarantacinquesima con valenza mondiale.

## Riepilogo
La manifestazione si è svolta dal 19 al 22 gennaio sugli asfalti delle Alpi francesi nella regione della Provenza-Alpi-Costa Azzurra a nord e a nord-ovest di Monaco, capoluogo dell'omonimo principato, nel cui porto è stato inoltre allestito il parco assistenza per tutti i concorrenti.
L'evento è stato vinto dal francese Sébastien Ogier, navigato dal connazionale Vincent Landais, al volante di una Toyota GR Yaris Rally1 della squadra Toyota Gazoo Racing WRT, seguiti dalla coppia finlandese formata dai campioni del mondo in carica nonché compagni di squadra Kalle Rovanperä e Jonne Halttunen, secondi classificati, e da quella belga composta da Thierry Neuville e Martijn Wydaeghe  su Hyundai i20 N Rally1 del team Hyundai Shell Mobis WRT. Ogier conquistò così il suo nono successo in carriera a Monte Carlo, superando Sébastien Loeb in vetta ai più vittoriosi nel appuntamento monegasco; per Landais si trattò invece del primo successo iridato in carriera.
I francesi Yohan Rossel e Arnaud Dunand, su Citroën C3 Rally2 della squadra PH Sport, hanno invece conquistato il successo nel campionato WRC-2; a tagliare per prima il traguardo era stata la coppia russa formata da Nikolaj Grjazin e Konstantin Aleksandrov su Škoda Fabia RS Rally2 del team Toksport WRT 2, i quali vennero tuttavia penalizzati di 5 s per aver tagliato una curva durante una prova speciale del sabato; erano stati lo stesso Rossel e la sua scuderia a sporgere reclamo.

## Dati della prova
| Denominazione ufficiale             | Rallye Automobile Monte-Carlo                                            |
| Edizione N°                         | 91                                                                       |
| Tappa N°                            | 1 di 13                                                                  |
| Data manifestazione                 | da giovedì 19/01/2023 a domenica 22/01/2023                              |
| Sede ospitante                      | Monaco (Principato di Monaco)                                            |
| Sede parco assistenza               | Port Hercule, Monaco                                                     |
| Superficie                          | Asfalto/ghiaccio                                                         |
| Direttore di gara                   | Alain Pallanca                                                           |
| Iscritti                            | 75                                                                       |
| Partiti                             | 75                                                                       |
| Arrivati                            | 67 (89,3%)                                                               |
| Prove speciali                      | 18                                                                       |
| Prova più breve                     | 14,55 km (PS5 e PS8: Briançonnet / Entrevaux)                            |
| Prova più lunga                     | 24,90 km (PS2: La Cabanette / Col de Castillon)                          |
| Prova più lenta                     | velocità media di 87,38 km/h (PS1: La Bollene-Vesubie - Col de Turini 1) |
| Prova più veloce                    | velocità media di 113,60 km/h (PS14: Ubraye - Entrevaux 2)               |
| Lunghezza prove speciali            | 325,02 km (21,2% della distanza totale)                                  |
| Lunghezza complessiva trasferimenti | 1209,77 km                                                               |
| Distanza totale                     | 1534,79 km                                                               |
| Media oraria del vincitore          | velocità media di 101,6 km/h (325,02 km in 3h12'02"0)                    |

## Itinerario
| Frazione            | Prova  | Ora    | Nome                                               | Lunghezza | Totale    |
| ------------------- | ------ | ------ | -------------------------------------------------- | --------- | --------- |
| Frazione 1 (19 gen) | PS1    | 20:05  | La Bollène-Vésubie - Col de Turini 1               | 15,12 km  | 40,02 km  |
| Frazione 1 (19 gen) | PS2    | 21:03  | La Cabanette - Col de Castillon                    | 24,90 km  | 40,02 km  |
| Frazione 1 (19 gen) |        | 22:43  | Assistenza (flexi) – Port Hercule, Monaco (50 min) | –         | 40,02 km  |
|                     |        |        |                                                    |           |           |
| Frazione 2 (20 gen) |        | 07:01  | Assistenza – Port Hercule, Monaco (20 min)         | –         | 105,34 km |
| Frazione 2 (20 gen) | PS3    | 09:09  | Roure - Roubion - Beuil 1                          | 18,33 km  | 105,34 km |
| Frazione 2 (20 gen) | PS4    | 10:22  | Puget-Théniers - Saint-Antonin 1                   | 19,79 km  | 105,34 km |
| Frazione 2 (20 gen) | PS5    | 11:25  | Briançonnet - Entrevaux 1                          | 14,55 km  | 105,34 km |
| Frazione 2 (20 gen) |        | 12:40  | Cambio gomme – Puget-Théniers (15 min)             | –         | 105,34 km |
| Frazione 2 (20 gen) | PS6    | 14:23  | Roure - Roubion - Beuil 2                          | 18,33 km  | 105,34 km |
| Frazione 2 (20 gen) | PS7    | 15:36  | Puget-Théniers - Saint-Antonin 2                   | 19,79 km  | 105,34 km |
| Frazione 2 (20 gen) | PS8    | 16:39  | Briançonnet - Entrevaux 2                          | 14,55 km  | 105,34 km |
| Frazione 2 (20 gen) |        | 18:54  | Assistenza (flexi) – Port Hercule, Monaco (50 min) | –         | 105,34 km |
|                     |        |        |                                                    |           |           |
| Frazione 3 (21 gen) |        | 05:56  | Assistenza – Port Hercule, Monaco (20 min)         | –         | 111,78 km |
| Frazione 3 (21 gen) | PS9    | 08:24  | Le Fugeret - Thorame-Haute 1                       | 16,80 km  | 111,78 km |
| Frazione 3 (21 gen) | PS10   | 10:05  | Malijai - Puimichel 1                              | 17,31 km  | 111,78 km |
| Frazione 3 (21 gen) | PS11   | 12:17  | Ubraye - Entrevaux 1                               | 21,78 km  | 111,78 km |
| Frazione 3 (21 gen) |        | 13:36  | Cambio gomme – Puget-Théniers (15 min)             | –         | 111,78 km |
| Frazione 3 (21 gen) | PS12   | 14:31  | Le Fugeret - Thorame-Haute 2                       | 16,80 km  | 111,78 km |
| Frazione 3 (21 gen) | PS13   | 16:05  | Malijai - Puimichel 2                              | 17,31 km  | 111,78 km |
| Frazione 3 (21 gen) | PS14   | 18:23  | Ubraye - Entrevaux 2                               | 21,78 km  | 111,78 km |
| Frazione 3 (21 gen) |        | 20:48  | Assistenza (flexi) – Port Hercule, Monaco (50 min) | –         | 111,78 km |
|                     |        |        |                                                    |           |           |
| Frazione 4 (22 gen) |        | 06:25  | Assistenza – Port Hercule, Monaco (20 min)         | –         | 67,88 km  |
| Frazione 4 (22 gen) | PS15   | 07:57  | Lucéram - Lantosque 1                              | 18,82 km  | 67,88 km  |
| Frazione 4 (22 gen) | PS16   | 09:05  | La Bollène-Vésubie - Col de Turini 2               | 15,12 km  | 67,88 km  |
| Frazione 4 (22 gen) | PS17   | 10:40  | Lucéram - Lantosque 2                              | 18,82 km  | 67,88 km  |
| Frazione 4 (22 gen) | PS18   | 12:18  | La Bollène-Vésubie - Col de Turini 3 (power stage) | 15,12 km  | 67,88 km  |
| Totale              | Totale | Totale | Totale                                             | Totale    | 325,02 km |

## Risultati

### Classifica
| Pos.      | Nº       | Pilota             | Copilota               | Auto                   | Squadra                 | Classe/Validità | Tempo     | Distacco | Punti    |
| Generale  | Generale | Generale           | Generale               | Generale               | Generale                | Generale        | Generale  | Generale | Generale |
| --------- | -------- | ------------------ | ---------------------- | ---------------------- | ----------------------- | --------------- | --------- | -------- | -------- |
| 1.        | 17       | Sébastien Ogier    | Vincent Landais        | Toyota GR Yaris Rally1 | Toyota Gazoo Racing WRT | WRC             | 3h12'02"0 | –        | 26       |
| 2.        | 69       | Kalle Rovanperä    | Jonne Halttunen        | Toyota GR Yaris Rally1 | Toyota Gazoo Racing WRT | WRC             | 3h12'20"8 | +18"8    | 23       |
| 3.        | 11       | Thierry Neuville   | Martijn Wydaeghe       | Hyundai i20 N Rally1   | Hyundai Shell Mobis WRT | WRC             | 3h12'46"6 | +44"6    | 17       |
| 4.        | 33       | Elfyn Evans        | Scott Martin           | Toyota GR Yaris Rally1 | Toyota Gazoo Racing WRT | WRC             | 3h13'14"4 | +1'12"4  | 15       |
| 5.        | 8        | Ott Tänak          | Martin Järveoja        | Ford Puma Rally1       | M-Sport Ford WRT        | WRC             | 3h14'36"9 | +2'34"9  | 14       |
| 6.        | 18       | Takamoto Katsuta   | Aaron Johnston         | Toyota GR Yaris Rally1 | Toyota Gazoo Racing WRT | WRC             | 3h15'34"6 | +3'32"6  | 8        |
| 7.        | 6        | Dani Sordo         | Cándido Carrera        | Hyundai i20 N Rally1   | Hyundai Shell Mobis WRT | WRC             | 3h15'49"5 | +3'47"5  | 6        |
| 8.        | 4        | Esapekka Lappi     | Janne Ferm             | Hyundai i20 N Rally1   | Hyundai Shell Mobis WRT | WRC             | 3h15'53"3 | +3'51"3  | 4        |
| 9.        | 21       | Yohan Rossel       | Arnaud Dunand          | Citroën C3 Rally2      | PH Sport                | WRC-2           | 3h22'09"9 | +10'07"9 | 2        |
| 10.       | 24       | Nikolaj Grjazin    | Konstantin Aleksandrov | Škoda Fabia RS Rally2  | Toksport WRT 2          | WRC-2           | 3h22'10"4 | +10'08"4 | 1        |
| WRC-2     |          |                    |                        |                        |                         |                 |           |          |          |
| 1. (9.)   | 21       | Yohan Rossel       | Arnaud Dunand          | Citroën C3 Rally2      | PH Sport                | WRC-2           | 3h22'09"9 | –        | 28       |
| 2. (10.)  | 24       | Nikolaj Grjazin    | Konstantin Aleksandrov | Škoda Fabia RS Rally2  | Toksport WRT 2          | WRC-2           | 3h22'10"4 | +0"5     | 20       |
| 3. (11.)  | 34       | Pepe López         | Borja Rozada           | Hyundai i20 N Rally2   | -                       | WRC-2           | 3h23'16"1 | +1'06"2  | 15       |
| 4. (12.)  | 27       | Erik Cais          | Petr Těšínský          | Škoda Fabia RS Rally2  | -                       | WRC-2           | 3h23'35"8 | +1'25"9  | 12       |
| 5. (13.)  | 20       | Adrien Fourmaux    | Alexandre Coria        | Ford Fiesta Rally2     | M-Sport Ford WRT        | WRC-2           | 3h24'01"8 | +1'51"9  | 10       |
| 6. (15.)  | 28       | Christopher Ingram | Craig Drew             | Škoda Fabia Rally2 Evo | -                       | WRC-2           | 3h25'12"1 | +3'02"2  | 8        |
| 7. (16.)  | 26       | Marco Bulacia      | Axel Coronado          | Škoda Fabia RS Rally2  | Toksport WRT 2          | WRC-2           | 3h26'50"4 | +4'40"5  | 6        |
| 8. (17.)  | 25       | Grégoire Munster   | Louis Louka            | Ford Fiesta Rally2     | M-Sport Ford WRT        | WRC-2           | 3h26'54"9 | +4'45"0  | 4        |
| 9. (18.)  | 22       | Stéphane Lefebvre  | Andy Malfoy            | Citroën C3 Rally2      | -                       | WRC-2           | 3h27'45"9 | +5'36"0  | 3        |
| 10. (19.) | 37       | François Delecour  | Sabrina De Castelli    | Škoda Fabia RS Rally2  | -                       | WRC-2           | 3h28'12"6 | +6'02"7  | 1        |

| Principali ritiri | Principali ritiri | Principali ritiri   | Principali ritiri | Principali ritiri     | Principali ritiri | Principali ritiri | Principali ritiri     | Principali ritiri |
| PS                | Nº                | Pilota              | Copilota          | Auto                  | Squadra           | Classe            | Causa                 | Pos. rit.         |
| ----------------- | ----------------- | ------------------- | ----------------- | --------------------- | ----------------- | ----------------- | --------------------- | ----------------- |
| NP                | 30                | Sami Pajari         | Enni Mälkönen     | Škoda Fabia RS Rally2 | Toksport WRT      | WRC-2             | Infortunio del pilota | -                 |
| PS 17             | 7                 | Pierre-Louis Loubet | Nicolas Gilsoul   | Ford Puma Rally1      | M-Sport Ford WRT  | WRC               | Rottura meccanica     | 59º               |

Legenda

Pos. = posizione; Nº = numero di gara; PS = prova speciale; Pos. rit. = posizione detenuta prima del ritiro; NP = Non partiti.
| Icona | Note                                                                                     |
| ----- | ---------------------------------------------------------------------------------------- |
| WRC   | Equipaggio di classe Rally1 che può conquistare punti per il campionato costruttori.     |
| WRC   | Equipaggio di classe Rally1 che non può conquistare punti per il campionato costruttori. |
| WRC-2 | Equipaggio di classe RC2 registrato al campionato WRC-2.                                 |
| WRC-3 | Equipaggio di classe RC3 registrato al campionato WRC-3.                                 |
| JWRC  | Equipaggio di classe RC3 registrato al campionato Junior WRC.                            |
|       | Ulteriori classificazioni                                                                |

### Prove speciali
| Frazione            | Prova | Ora   | Nome                                               | Lunghezza | Vincitori                         | Tempo   | Velocità media | Leader del rally                |
| ------------------- | ----- | ----- | -------------------------------------------------- | --------- | --------------------------------- | ------- | -------------- | ------------------------------- |
| Frazione 1 (19 gen) | PS1   | 20:05 | La Bollène-Vésubie - Col de Turini 1               | 15,12 km  | Sébastien Ogier Vincent Landais   | 10'22"9 | 87,38 km/h     | Sébastien Ogier Vincent Landais |
| Frazione 1 (19 gen) | PS2   | 21:03 | La Cabanette - Col de Castillon                    | 24,90 km  | Sébastien Ogier Vincent Landais   | 16'10"8 | 93,34 km/h     | Sébastien Ogier Vincent Landais |
|                     |       |       |                                                    |           |                                   |         |                |                                 |
| Frazione 2 (20 gen) | PS3   | 09:09 | Roure - Roubion - Beuil 1                          | 18,33 km  | Sébastien Ogier Vincent Landais   | 9'54"7  | 110,96 km/h    | Sébastien Ogier Vincent Landais |
| Frazione 2 (20 gen) | PS4   | 10:22 | Puget-Théniers - Saint-Antonin 1                   | 19,79 km  | Sébastien Ogier Vincent Landais   | 11'44"7 | 101,10 km/h    | Sébastien Ogier Vincent Landais |
| Frazione 2 (20 gen) | PS5   | 11:25 | Briançonnet - Entrevaux 1                          | 14,55 km  | Sébastien Ogier Vincent Landais   | 8'30"7  | 102,57 km/h    | Sébastien Ogier Vincent Landais |
| Frazione 2 (20 gen) | PS6   | 14:23 | Roure - Roubion - Beuil 2                          | 18,33 km  | Elfyn Evans Scott Martin          | 9'49"3  | 111,98 km/h    | Sébastien Ogier Vincent Landais |
| Frazione 2 (20 gen) | PS7   | 15:36 | Puget-Théniers - Saint-Antonin 2                   | 19,79 km  | Sébastien Ogier Vincent Landais   | 11'38"7 | 101,97 km/h    | Sébastien Ogier Vincent Landais |
| Frazione 2 (20 gen) | PS8   | 16:39 | Briançonnet - Entrevaux 2                          | 14,55 km  | Kalle Rovanperä Jonne Halttunen   | 8'24"0  | 103,93 km/h    | Sébastien Ogier Vincent Landais |
|                     |       |       |                                                    |           |                                   |         |                |                                 |
| Frazione 3 (21 gen) | PS9   | 08:24 | Le Fugeret - Thorame-Haute 1                       | 16,80 km  | Kalle Rovanperä Jonne Halttunen   | 9'05"5  | 110,87 km/h    | Sébastien Ogier Vincent Landais |
| Frazione 3 (21 gen) | PS10  | 10:05 | Malijai - Puimichel 1                              | 17,31 km  | Sébastien Ogier Vincent Landais   | 9'27"1  | 109,89 km/h    | Sébastien Ogier Vincent Landais |
| Frazione 3 (21 gen) | PS11  | 12:17 | Ubraye - Entrevaux 1                               | 21,78 km  | Kalle Rovanperä Jonne Halttunen   | 11'35"7 | 112,70 km/h    | Sébastien Ogier Vincent Landais |
| Frazione 3 (21 gen) | PS12  | 14:31 | Le Fugeret - Thorame-Haute 2                       | 16,80 km  | Thierry Neuville Martijn Wydaeghe | 9'01"8  | 111,63 km/h    | Sébastien Ogier Vincent Landais |
| Frazione 3 (21 gen) | PS13  | 16:05 | Malijai - Puimichel 2                              | 17,31 km  | Thierry Neuville Martijn Wydaeghe | 9'27"6  | 109,79 km/h    | Sébastien Ogier Vincent Landais |
| Frazione 3 (21 gen) | PS14  | 18:23 | Ubraye - Entrevaux 2                               | 21,78 km  | Kalle Rovanperä Jonne Halttunen   | 11'30"2 | 113,60 km/h    | Sébastien Ogier Vincent Landais |
|                     |       |       |                                                    |           |                                   |         |                | Sébastien Ogier Vincent Landais |
| Frazione 4 (22 gen) | PS15  | 07:57 | Luceram - Lantosque 1                              | 18,82 km  | Sébastien Ogier Vincent Landais   | 12'17"9 | 91,82 km/h     | Sébastien Ogier Vincent Landais |
| Frazione 4 (22 gen) | PS16  | 09:05 | La Bollène-Vésubie - Col de Turini 2               | 15,12 km  | Kalle Rovanperä Jonne Halttunen   | 10'08"9 | 89,39 km/h     | Sébastien Ogier Vincent Landais |
| Frazione 4 (22 gen) | PS17  | 10:40 | Luceram - Lantosque 2                              | 18,82 km  | Sébastien Ogier Vincent Landais   | 12'17"0 | 91,932 km/h    | Sébastien Ogier Vincent Landais |
| Frazione 4 (22 gen) | PS18  | 12:18 | La Bollène-Vésubie - Col de Turini 3 (power stage) | 15,12 km  | Kalle Rovanperä Jonne Halttunen   | 10'00"5 | 90,64 km/h     | Sébastien Ogier Vincent Landais |

### Power stage
PS18: La Bollène-Vésubie - Col de Turini 3 di 15,12 km, disputatasi domenica 22 gennaio 2023 alle ore 12:18 (UTC+1).
| Pos. | Nº | Pilota           | Copilota         | Auto                   | Squadra                 | Classe | Tempo   | Distacco | PP | PC |
| ---- | -- | ---------------- | ---------------- | ---------------------- | ----------------------- | ------ | ------- | -------- | -- | -- |
| 1    | 69 | Kalle Rovanperä  | Jonne Halttunen  | Toyota GR Yaris Rally1 | Toyota Gazoo Racing WRT | Rally1 | 10'00"5 | –        | 5  | 5  |
| 2    | 8  | Ott Tänak        | Martin Järveoja  | Ford Puma Rally1       | M-Sport Ford WRT        | Rally1 | 10'01"1 | +0"6     | 4  | 4  |
| 3    | 33 | Elfyn Evans      | Scott Martin     | Toyota GR Yaris Rally1 | Toyota Gazoo Racing WRT | Rally1 | 10'01"2 | +0"7     | 3  | 3  |
| 4    | 11 | Thierry Neuville | Martijn Wydaeghe | Hyundai i20 N Rally1   | Hyundai Shell Mobis WRT | Rally1 | 10'04"7 | +4"2     | 2  | 2  |
| 5    | 17 | Sébastien Ogier  | Vincent Landais  | Toyota GR Yaris Rally1 | Toyota Gazoo Racing WRT | Rally1 | 10'05"2 | +4"7     | 1  | -  |

Legenda:

Pos.= Posizione; Nº = Numero di gara; PP = Punti campionato piloti/copiloti; PC = Punti campionato costruttori.

## Classifiche mondiali
Classifica generale piloti
| Pos. | Pilota           | Punti |
| ---- | ---------------- | ----- |
| 1    | Sébastien Ogier  | 26    |
| 2    | Kalle Rovanperä  | 23    |
| 3    | Thierry Neuville | 17    |
| 4    | Elfyn Evans      | 15    |
| 5    | Ott Tänak        | 14    |
| 6    | Takamoto Katsuta | 8     |
| 7    | Daniel Sordo     | 6     |
| 8    | Esapekka Lappi   | 4     |
| 9    | Yohan Rossel     | 2     |
| 10   | Nikolaj Grjazin  | 1     |

Classifica generale copiloti
| Pos. | Copilota               | Punti |
| ---- | ---------------------- | ----- |
| 1    | Vincent Landais        | 26    |
| 2    | Jonne Halttunen        | 23    |
| 3    | Martijn Wydaeghe       | 17    |
| 4    | Scott Martin           | 15    |
| 5    | Martin Järveoja        | 14    |
| 6    | Aaron Johnston         | 8     |
| 7    | Cándido Carrera        | 6     |
| 8    | Janne Ferm             | 4     |
| 9    | Arnaud Dunand          | 2     |
| 10   | Konstantin Aleksandrov | 1     |

Classifica costruttori WRC
| Pos. | Squadra                 | Punti |
| ---- | ----------------------- | ----- |
| 1    | Toyota Gazoo Racing WRT | 51    |
| 2    | Hyundai Shell Mobis WRT | 27    |
| 3    | M-Sport Ford WRT        | 16    |

Legenda: Pos.= Posizione.